# Smradovna
Smradovna este o arie protejată (sit de importanță comunitară — SCI) din Republica Cehă întinsă pe o suprafață de 159,49 ha, integral pe uscat.

## Localizare
Centrul sitului Smradovna este situat la coordonatele 50°16′02″N 13°53′55″E / 50.267222°N 13.898611°E.

## Înființare
Situl Smradovna a fost declarat sit de importanță comunitară în aprilie 2005 pentru a proteja 2 specii de plante.

## Biodiversitate
Situată în ecoregiunea continentală, aria protejată conține 5 habitate naturale: Mlaștini alcaline, Păduri de fag din Europa Centrală dezvoltate pe sol calcaros cu Cephalanthero-Fagion, Păduri acidofile de stejar bătrân cu Quercus robur pe câmpii nisipoase, Izvoare petrifiante cu formare de travertin (Cratoneurion), Păduri aluvionare cu Alnus glutinosa și Fraxinus excelsior (Alno-Padion, Alnion incanae, Salicion albae).
La baza desemnării sitului se află mai multe specii protejate de  plante (2): clopțelul cu frunze de crin (Adenophora lilifolia), papucul doamnei (Cypripedium calceolus).